# 宫岛酱油
宫岛酱油股份有限公司（日本語：宮島醤油株式会社，みやじましょうゆかぶしきかいしゃ英語：）是一間總公司位於佐賀県唐津市的日本調味料製造商

## 概要
創業於1882年(明治15年)。主要進行醬油，味噌等產品的製造與販賣，商業範圍在九州與中國地方的一部分。工廠則是設立於唐津市與栃木県宇都宮市。

## 沿革
- 1882年6月（明治15年） -在佐賀県唐津市開始製造醬油與味噌，並以「富田屋」之名開始創業
- 1910年（明治43年） - 用10萬日圓的資本額成立合資公司"宮島商店"。
- 1918年（大正7年） - 用資本額50萬日圓成立株式會社(股份公司)
- 1950年（昭和25年）5月 - 將株式會社宮島商店分離成宮島醬油株式會社與宮島商事株式會社兩間公司
- 2000年8月 - （平成12年） 收購了亨氏食品位於栃木県宇都宮市的工廠做為宮島醤油宇都宮生產線開設(也是來自九州的醬油製造商唯一一處在東日本的據點)
- 2010年4月1日- 從チタカ・インターナショナル・フーズ株式會社手上承接了除外食事業與點心的製造與販賣以外的加工食品事業。在同一天，東京營業所與名古屋營業所開業。

### 總公司
佐賀県唐津市船宫町2318

### 西日本營業所
總公司營業所
佐贺县唐津市船宫町2302-24
佐賀營業所
佐賀県佐贺市高濑町高尾97-1
福岡營業所/量販課
福冈县福冈市南区清水4-4-14
北九營業所
福冈县北九州市小仓北区中井5-7-29
廣島營業所
广岛县广岛市中区广濑北町3-36 广濑北町大楼1楼103室
佐世保營業所
长崎县佐世保市下本山町1386-1
熊本營業所
熊本县熊本市南区近上8-11-28

### 東日本營業處
東京營業所
东京都千代田区神田东益下町18号高商大厦 4 楼
名古屋營業所
爱知县名古屋市千种区内山 3-10-17今池中央大楼 6楼B-1 室
大阪辦事處
大阪府吹田市广芝町8-12 3号麦田大厦504

### 營業總部/企劃部
福岡県福岡市南区清水4丁目4番14号

### 工廠
總工廠
佐贺县唐津市船宫町2318
妙見工廠
佐贺县唐津市中濑通1-18
宇都宫工廠
栃木县宇都宫市清原工业园区29号
已經沒有在生產醬油了，而是轉型替大型企業負責製造罐頭，調理包與冷凍食品的代工與生產。也有在替栃木県食品例如宇都宮餃子等等商品協力合作

## 主要商品

### 醤油
- 特級ばら
- ばら
- ひまわり
- 佐賀のしょうゆ
- さしみ
- かつおしょうゆ
- 減塩しょうゆ
- かけしょうゆ

### 味噌
- あじわい
- 佐賀無添加みそ
- 有機栽培丸大豆100%使用みそ
- 合わせみそ生

### その他調味料
- つゆ
- うどんスープ
- 長崎ちゃんぽんスープ
- 関西風焼きそばソース
- 博多もつ鍋スープ
- 焼肉のたれ
- ぎょうざのたれ
- ゆずぽん酢
- 三杯酢

### レトルト食品
- カレー
- ハヤシ
- パスタソース
- スープ

## 員工教育
在2005年設立了以適合成為從業員的教育機關「宮島技術学校」，課程從普通大學到研究生等級的物理化學，微生物學，食品加工學都有提供授課，以推甄為主，每個月一堂課，為期一年
自2004年开始，每年會從各個工廠當中選拔出1~2位員工，並且讓他們前往非本地工廠進行長達3個月的出差，實施「工場間交流」，由於從業員大多數都是本地出身，而且專長固定，所以這是讓它們多廣見聞以及成為多面手為目的而進行的。

## 提供節目
- RKB News Wide （ RKB每日广播。1975 - 1994 ）

## 相關公司
- 宫岛商事株式会社
- 宫岛酱油香料有限公司
- 兴和产业株式会社
- 佐贺县酱油协同组合